# Marc-Antoine Pellin
Pour les articles homonymes, voir Pellin.
Marc-Antoine Pellin, né le 8 septembre 1987 à Orléans, est un joueur français de basket-ball. Il évolue au poste de meneur.

## Biographie
Meneur de jeu, il est l'un des plus petits qu'ait connu la Pro A dans les années 2000.
Il évolue au sein du club de sa ville natale, Orléans Loiret Basket entre 2011 et 2015.
Le 24 juin 2015, il signe en Pro B à Bourg-en-Bresse

## Clubs
- 2002-2004 :  Centre fédéral de basket-ball (NM1)
- 2004-2010 :  Chorale Roanne Basket (Pro A)
- 2010-2011 :  Le Mans Sarthe Basket (Pro A)
- 2011-2015 :  Orléans Loiret Basket (Pro A)
- 2015-2016 :  Jeunesse laïque de Bourg-en-Bresse (Pro B)
- 2016-2018 :  Boulazac Basket Dordogne (Pro B)
- 2018-2020 :  SO Pont De Chéruy Charvieu Chavanoz (NM2 puis NM1)
- 2020-2021 :  Saint-Vallier Basket Drôme (NM1)
- 2021-2022 :  LyonSo (NM1)
- Depuis 2022 :  C' Chartres Basket Masculin (NM1)

## Palmarès
personnel
- participation au All-Star Game en 2007, 2008, 2009, 2012
- meilleur défenseur du championnat 2007
- meilleur passeur du 1er tour de l'Euroleague 2008

En club
- Champion de France : 2007
- Vainqueur de la Semaine des As : 2007
- Vice-champion de France de Pro A en 2008
- Vainqueur de la Leaders Cup de Pro B en 2016
- Accession nationale 1 en 2019
- champion de france en 2021 accession pro B
- accession pro B 2024

En sélection
Vainqueur des playoffs pro B avec Boulazac accession en proA
- Médaille de Bronze au Championnat d’Europe Juniors : 2004
- équipe de France U16 et U18
- présélectionné en équipe de France 2007-2009